# Бюльбюль сомалійський
Бюльбю́ль сомалійський (Pycnonotus somaliensis) — вид горобцеподібних птахів родини бюльбюлевих (Pycnonotidae). Мешкає в Східній Африці. Раніше вважався конспецифічним з темноголовим бюльбюлем.

## Поширення і екологія
Сомалійські бюльбюлі мешкають в Джибуті, на північному заході Сомалі та на північному сході Ефіопії. Вони живуть в чагарникових заростях.